# Großer Preis von Bahrain 2018
Der Große Preis von Bahrain 2018 (offiziell Formula 1 2018 Gulf Air Bahrain Grand Prix) fand am 8. April auf dem Bahrain International Circuit in as-Sachir statt und war das zweite Rennen der Formel-1-Weltmeisterschaft 2018.

## Berichte

### Hintergründe
Nach dem Großen Preis von Australien führte Sebastian Vettel in der Fahrerwertung mit sieben Punkten vor Lewis Hamilton und mit zehn Punkten vor Kimi Räikkönen. In der Konstrukteurswertung führte Ferrari mit 18 Punkten vor Mercedes und mit 20 Punkten vor Red Bull Racing.
Beim Großen Preis von Bahrain stellte Pirelli den Fahrern die Reifenmischungen P Zero Medium (weiß), P Zero Soft (gelb) und P Zero Supersoft (rot) sowie für Nässe Cinturato Intermediates (grün) und Cinturato Full-Wets (blau) zur Verfügung.
Es wurden im Vergleich zum Vorjahr keine baulichen Veränderungen an der Strecke vorgenommen. Bei den DRS-Zonen gab es jedoch eine Anpassung, die zweite Zone wurde um 100 Meter vergrößert. Der Messpunkt für die erste Zone befand sich zehn Meter vor Kurve neun, die Zone selbst begann am Anfang der Gegengeraden, genau 50 Meter nach Kurve zehn. Der Messpunkt für die zweite DRS-Zone lag 108 Meter vor Kurve 14, aktiviert werden durfte das DRS dann auf der Start-Ziel-Geraden, nun bereits 170 statt 270 Meter nach Kurve 15.
Vettel bestritt bei diesem Großen Preis sein 200. Rennen in der Formel-1-Weltmeisterschaft. Valtteri Bottas bestritt sein 100. Grand-Prix-Wochenende, jedoch erst sein 99. Rennen, da er beim Großen Preis von Australien 2015 wegen einer Rückenverletzung nicht gestartet war.
Romain Grosjean, Nico Hülkenberg, Kevin Magnussen (jeweils sechs), Stoffel Vandoorne (fünf), Carlos Sainz jr. (vier), Räikkönen, Max Verstappen, Vettel (jeweils drei), Marcus Ericsson, Hamilton, Daniel Ricciardo (jeweils zwei) und Lance Stroll (einer) gingen mit Strafpunkten ins Rennwochenende.
Mit Vettel, Fernando Alonso (jeweils dreimal) und Hamilton (zweimal) traten drei ehemalige Sieger zu diesem Grand Prix an.
Als Rennkommissare für dieses Rennwochenende fungierten Gerd Ennser (DEU), Paolo Longoni (ITA), Danny Sullivan (USA) und Mazen Al Hilli (BHR).

### Training
Im ersten freien Training fuhr Ricciardo in 1:31,060 Minuten die Bestzeit vor Bottas und Räikkönen.
Im zweiten freien Training war Räikkönen in 1:29,817 Minuten Schnellster vor Vettel und Bottas.
Räikkönen war auch im dritten freien Training mit einer Rundenzeit von 1:29,868 Minuten Schnellster vor Verstappen und Ricciardo.

### Qualifying
Das Qualifying bestand aus drei Teilen mit einer Nettolaufzeit von 45 Minuten. Im ersten Qualifying-Segment (Q1) hatten die Fahrer 18 Minuten Zeit, um sich für das Rennen zu qualifizieren. Alle Fahrer, die im ersten Abschnitt eine Zeit erzielten, die maximal 107 Prozent der schnellsten Rundenzeit betrug, qualifizierten sich für den Grand Prix. Die besten 15 Fahrer erreichten den nächsten Teil. Das Segment wurde nach einem Unfall von Verstappen unterbrochen. Räikkönen war Schnellster. Die Williams-, die Sauber-Piloten und Grosjean schieden aus.
Der zweite Abschnitt (Q2) dauerte 15 Minuten. Die schnellsten zehn Piloten qualifizierten sich für den dritten Teil des Qualifyings. Vettel war Schnellster. Hamilton erzielte seine Bestzeit auf der Soft-Mischung, alle übrigen Piloten auf Supersoft. Verstappen, der nach seinem Unfall im ersten Segment nicht mehr fahren konnte, die McLaren-Fahrer, Sergio Pérez und Brendon Hartley schieden aus.
Der finale Abschnitt (Q3) ging über eine Zeit von zwölf Minuten, in denen die ersten zehn Startpositionen vergeben wurden. Vettel fuhr mit einer Rundenzeit von 1:27,958 Minuten die Bestzeit vor Räikkönen und Bottas. Es war die 51. Pole-Position für Vettel und die schnellste jemals erzielte Rundenzeit auf dieser Strecke.
Hamilton wurde um fünf Startplätze nach hinten versetzt, da das Getriebe an seinem Wagen vorzeitig gewechselt wurde.

### Rennen
In der Aufwärmrunde fuhr Peréz an Hartley vorbei. Da er ihn nicht wieder passieren ließ, wurde er nach dem Rennen mit einer Durchfahrtstrafe belegt, die in eine 30-Sekunden-Zeitstrafe umgewandelt wurde. Da Hartley seine Position bis zur Safety-Car-Linie nicht wieder eingenommen hatte, hätte er dem sportlichen Reglement entsprechend am Ende der Einführungsrunde in die Boxengasse fahren müssen. Dies unterließ er, stattdessen nahm er seine reguläre Startposition ein. Auch Hartley wurde nach dem Rennen mit einer Durchfahrtstrafe belegt, die in eine 30-Sekunden-Zeitstrafe umgewandelt wurde. Außerdem erhielt er zwei Strafpunkte.
Beim Start blieb Vettel in Führung, dahinter überholte Bottas Räikkönen, außerdem ging Pierre Gasly an Ricciardo vorbei. Im Zweikampf zwischen Magnussen und Hülkenberg kam es zu einer Berührung, die jedoch ohne größere Folgen blieb. Esteban Ocon nutzte die Gelegenheit und ging an Hülkenberg vorbei. Im hinteren Teil des Feldes kam es zu einer weiteren Berührung zwischen Hartley und Pérez. Pérez drehte sich und fiel ans Ende des Feldes zurück, Hartley wurde mit einer Zehn-Sekunden-Zeitstrafe belegt und erhielt zwei Strafpunkte.
Alonso überholte derweil Hamilton, der nun unmittelbar vor Verstappen lag, der ebenfalls einige Positionen gutgemacht hatte. Am Ende der ersten Runde führte Vettel vor Bottas, Räikkönen, Ricciardo, Gasly, Magnussen, Ocon, Hülkenberg, Alonso und Hamilton. Auf der Start-Ziel-Geraden griff Verstappen Hamilton an und überholte ihn. Verstappen ließ sich in der ersten Kurve weit nach außen treiben, wo sich Hamilton befand. Dabei berührten sich die beiden Fahrzeuge. Verstappen erlitt einen Reifenschaden hinten links und fiel ans Ende des Feldes zurück, bevor er am Ende der Runde zum Reifenwechsel an die Box fuhr. Kurz darauf stellte Ricciardo seinen Wagen mit einem Elektrikdefekt am Streckenrand ab.
Die Rennleitung rief ein virtuelles Safety-Car aus, um das Fahrzeug von Ricciardo gefahrlos bergen zu können. Das Rennen wurde in der vierten Runde wieder freigegeben. Magnussen griff Gasly an, kam jedoch nicht vorbei. Hülkenberg überholte direkt dahinter Ocon und war nun wieder Siebter, durch dieses Überholmanöver konnten Alonso und Hamilton aufschließen.
Auf der Start-Ziel-Geraden überholte Hamilton Alonso, Hülkenberg und Ocon, Alonso ging dabei auch an Ocon vorbei. Verstappen stellte seinen Wagen währenddessen am Streckenrand ab. Hamilton setzte sich schnell von der Kampfgruppe ab und überholte kurz darauf zuerst Magnussen und dann Gasly. An der Spitze waren derweil die Positionen klar bezogen, es lagen mehrere Sekunden zwischen allen Fahrern.
Magnussen fuhr als erster Pilot in den Punkterängen in der 13. Runde an die Box und wechselte erneut auf Supersoft. Eine Runde später wechselte Alonso auf Medium, eine weitere Runde später dann Gasly, Hülkenberg und Ocon jeweils auf Soft.
In der 18. Runde wechselte Vettel auf Soft, Bottas übernahm somit die Führung. Eine Runde später wechselte auch Räikkönen auf Soft. In der 20. Runde wechselte Bottas die Reifen, jedoch wechselte er auf Medium. Hamilton führte derweil vor Vettel, der mit den deutlich frischeren Reifen jedoch den Rückstand schnell verringerte. Ericsson, der bis auf den siebten Platz nach vorne gekommen war, wechselte in Runde 23 auf Medium.
In der 26. Runde ging Vettel an Hamilton vorbei, der daraufhin in die Box fuhr und auf Medium wechselte. Eine Runde später wechselte mit Magnussen der erste Pilot zum zweiten Mal die Reifen, dieses Mal auf Soft. In der 34. Runde wechselte auch Gasly zum zweiten Mal die Reifen.
Räikkönen fuhr in Runde 35 erneut an die Box, die Mechaniker hatten einen weiteren Satz Supersoft bereitliegen. Es gab jedoch ein Problem mit dem linken Hinterreifen, der sich nicht lösen ließ. Alle drei übrigen Reifen waren bereits gewechselt und Räikkönen erhielt das Signal, loszufahren. Dabei überrollte er das Bein des Mechanikers, der den Supersoft-Hinterreifen noch in den Händen hielt. Der Mechaniker erlitt dabei Frakturen von Schien- und Wadenbein, Räikkönen erhielt unmittelbar nach dem Losfahren das Kommando, den Wagen abzustellen. Die Rennkommissare belegten Ferrari für die unsichere Freigabe mit einer Geldstrafe in Höhe von 50.000 Euro.
Hülkenberg und Alonso wechselten in der 39. Runde erneut die Reifen und fielen hinter Ericsson zurück, der nun auf dem sechsten Platz lag. Sie schlossen jedoch schnell auf ihn auf, Hülkenberg ging in Runde 44 an ihm vorbei. Eine Runde später überholte auch Alonso Ericsson.
Bottas und Hamilton verkürzten unterdessen den Rückstand auf Vettel. In Runde 53 ging auch Vandoorne an Ericsson vorbei. Bottas war deutlich schneller als Vettel, dessen Reifen nun stark nachließen. In der letzten Runde kam Bottas erstmals in Schlagdistanz, um einen Angriff zu starten, den Vettel jedoch abwehren konnte.
Vettel gewann das Rennen vor Bottas und Hamilton. Es war der 49. Sieg für Vettel in der Formel-1-Weltmeisterschaft. Bottas erzielte seine erste, Hamilton seine zweite Podestplatzierung in dieser Saison. Die restlichen Punkteplatzierungen belegten Gasly, Magnussen, Hülkenberg, Alonso, Vandoorne, Ericsson und Ocon. Für Gasly war es das bis dahin beste Resultat in der Formel-1-Weltmeisterschaft, außerdem war es die beste Platzierung eines Piloten mit Honda-Motor seit dem Großen Preis von Großbritannien 2008. Ericsson erzielte erstmals seit dem Großen Preis von Italien 2015 Punkte in der Formel-1-Weltmeisterschaft.
Vettel vergrößerte somit seinen Vorsprung in der Gesamtwertung auf Hamilton, Bottas war nun Dritter. In der Konstrukteurswertung blieb Ferrari vor Mercedes, neuer Dritter war nun McLaren.

## Meldeliste
| Team                             | Nr. | Fahrer            | Chassis                       | Motor                         | Reifen |
| -------------------------------- | --- | ----------------- | ----------------------------- | ----------------------------- | ------ |
| Mercedes AMG Petronas Motorsport | 44  | Lewis Hamilton    | Mercedes-AMG F1 W09 EQ Power+ | Mercedes-AMG F1 M09 EQ Power+ | P      |
| Mercedes AMG Petronas Motorsport | 77  | Valtteri Bottas   | Mercedes-AMG F1 W09 EQ Power+ | Mercedes-AMG F1 M09 EQ Power+ | P      |
| Scuderia Ferrari                 | 05  | Sebastian Vettel  | Ferrari SF71H                 | Ferrari 062 EVO               | P      |
| Scuderia Ferrari                 | 07  | Kimi Räikkönen    | Ferrari SF71H                 | Ferrari 062 EVO               | P      |
| Aston Martin Red Bull Racing     | 03  | Daniel Ricciardo  | Red Bull Racing RB14          | TAG Heuer                     | P      |
| Aston Martin Red Bull Racing     | 33  | Max Verstappen    | Red Bull Racing RB14          | TAG Heuer                     | P      |
| Sahara Force India F1 Team       | 11  | Sergio Pérez      | Force India VJM11             | Mercedes-AMG F1 M09 EQ Power+ | P      |
| Sahara Force India F1 Team       | 31  | Esteban Ocon      | Force India VJM11             | Mercedes-AMG F1 M09 EQ Power+ | P      |
| Williams Martini Racing          | 18  | Lance Stroll      | Williams FW41                 | Mercedes-AMG F1 M09 EQ Power+ | P      |
| Williams Martini Racing          | 35  | Sergei Sirotkin   | Williams FW41                 | Mercedes-AMG F1 M09 EQ Power+ | P      |
| Renault Sport F1 Team            | 27  | Nico Hülkenberg   | Renault R.S.18                | Renault R.E.18                | P      |
| Renault Sport F1 Team            | 55  | Carlos Sainz jr.  | Renault R.S.18                | Renault R.E.18                | P      |
| Red Bull Toro Rosso Honda        | 28  | Brendon Hartley   | Scuderia Toro Rosso STR13     | Honda RA618H                  | P      |
| Red Bull Toro Rosso Honda        | 10  | Pierre Gasly      | Scuderia Toro Rosso STR13     | Honda RA618H                  | P      |
| Haas F1 Team                     | 08  | Romain Grosjean   | Haas VF-18                    | Ferrari 062 EVO               | P      |
| Haas F1 Team                     | 20  | Kevin Magnussen   | Haas VF-18                    | Ferrari 062 EVO               | P      |
| McLaren F1 Team                  | 14  | Fernando Alonso   | McLaren MCL33                 | Renault R.E.18                | P      |
| McLaren F1 Team                  | 02  | Stoffel Vandoorne | McLaren MCL33                 | Renault R.E.18                | P      |
| Alfa Romeo Sauber F1 Team        | 09  | Marcus Ericsson   | Sauber C37                    | Ferrari 062 EVO               | P      |
| Alfa Romeo Sauber F1 Team        | 16  | Charles Leclerc   | Sauber C37                    | Ferrari 062 EVO               | P      |

## Klassifikationen

### Qualifying
| Pos.                                                                      | Fahrer            | Konstrukteur              | Q1       | Q2         | Q3       | Start |
| ------------------------------------------------------------------------- | ----------------- | ------------------------- | -------- | ---------- | -------- | ----- |
| 01                                                                        | Sebastian Vettel  | Ferrari                   | 1:29,060 | 1:28,341   | 1:27,958 | 01    |
| 02                                                                        | Kimi Räikkönen    | Ferrari                   | 1:28,951 | 1:28,515   | 1:28,101 | 02    |
| 03                                                                        | Valtteri Bottas   | Mercedes                  | 1:29,275 | 1:28,794   | 1:28,124 | 03    |
| 04                                                                        | Lewis Hamilton    | Mercedes                  | 1:29,396 | 1:28,458   | 1:28,220 | 09    |
| 05                                                                        | Daniel Ricciardo  | Red Bull Racing-TAG Heuer | 1:29,552 | 1:28,962   | 1:28,398 | 04    |
| 06                                                                        | Pierre Gasly      | Scuderia Toro Rosso-Honda | 1:30,121 | 1:29,836   | 1:29,329 | 05    |
| 07                                                                        | Kevin Magnussen   | Haas-Ferrari              | 1:29,594 | 1:29,623   | 1:29,358 | 06    |
| 08                                                                        | Nico Hülkenberg   | Renault                   | 1:30,260 | 1:29,187   | 1:29,570 | 07    |
| 09                                                                        | Esteban Ocon      | Force India-Mercedes      | 1:30,338 | 1:30,009   | 1:29,874 | 08    |
| 10                                                                        | Carlos Sainz jr.  | Renault                   | 1:29,893 | 1:29,802   | 1:29,986 | 10    |
| 11                                                                        | Brendon Hartley   | Scuderia Toro Rosso-Honda | 1:30,412 | 1:30,105   | –        | 11    |
| 12                                                                        | Sergio Pérez      | Force India-Mercedes      | 1:30,218 | 1:30,156   | –        | 12    |
| 13                                                                        | Fernando Alonso   | McLaren-Renault           | 1:30,530 | 1:30,212   | –        | 13    |
| 14                                                                        | Stoffel Vandoorne | McLaren-Renault           | 1:30,479 | 1:30,525   | –        | 14    |
| 15                                                                        | Max Verstappen    | Red Bull Racing-TAG Heuer | 1:29,374 | keine Zeit | –        | 15    |
| 16                                                                        | Romain Grosjean   | Haas-Ferrari              | 1:30,530 | –          | –        | 16    |
| 17                                                                        | Marcus Ericsson   | Sauber-Ferrari            | 1:31,063 | –          | –        | 17    |
| 18                                                                        | Sergei Sirotkin   | Williams-Mercedes         | 1:31,414 | –          | –        | 18    |
| 19                                                                        | Charles Leclerc   | Sauber-Ferrari            | 1:31,420 | –          | –        | 19    |
| 20                                                                        | Lance Stroll      | Williams-Mercedes         | 1:31,503 | –          | –        | 20    |
| 107-Prozent-Zeit: 1:35,178 min (bezogen auf Q1-Bestzeit von 1:28,951 min) |                   |                           |          |            |          |       |

Anmerkungen
1. ↑  Hamilton wurde wegen eines vorzeitigen Getriebewechsels um fünf Positionen nach hinten versetzt.

### Rennen
| Pos. | Fahrer            | Konstrukteur              | Runden | Stopps | Zeit        | Start | Schnellste Runde |
| ---- | ----------------- | ------------------------- | ------ | ------ | ----------- | ----- | ---------------- |
| 01   | Sebastian Vettel  | Ferrari                   | 57     | 1      | 1:32:01,940 | 01    | 1:34,453 (21.)   |
| 02   | Valtteri Bottas   | Mercedes                  | 57     | 1      | + 0,699     | 03    | 1:33,740 (22.)   |
| 03   | Lewis Hamilton    | Mercedes                  | 57     | 1      | + 6,512     | 09    | 1:33,953 (51.)   |
| 04   | Pierre Gasly      | Scuderia Toro Rosso-Honda | 57     | 2      | + 1:02,234  | 05    | 1:34,863 (46.)   |
| 05   | Kevin Magnussen   | Haas-Ferrari              | 57     | 2      | + 1:15,046  | 06    | 1:34,327 (29.)   |
| 06   | Nico Hülkenberg   | Renault                   | 57     | 2      | + 1:39,024  | 07    | 1:34,667 (50.)   |
| 07   | Fernando Alonso   | McLaren-Renault           | 56     | 2      | + 1 Runde   | 13    | 1:34,168 (47.)   |
| 08   | Stoffel Vandoorne | McLaren-Renault           | 56     | 2      | + 1 Runde   | 14    | 1:35,131 (30.)   |
| 09   | Marcus Ericsson   | Sauber-Ferrari            | 56     | 1      | + 1 Runde   | 17    | 1:35,093 (26.)   |
| 10   | Esteban Ocon      | Force India-Mercedes      | 56     | 2      | + 1 Runde   | 08    | 1:35,043 (38.)   |
| 11   | Carlos Sainz jr.  | Renault                   | 56     | 2      | + 1 Runde   | 10    | 1:35,535 (35.)   |
| 12   | Charles Leclerc   | Sauber-Ferrari            | 56     | 2      | + 1 Runde   | 19    | 1:35,058 (40.)   |
| 13   | Romain Grosjean   | Haas-Ferrari              | 56     | 3      | + 1 Runde   | 16    | 1:34,053 (47.)   |
| 14   | Lance Stroll      | Williams-Mercedes         | 56     | 2      | + 1 Runde   | 20    | 1:35,266 (32.)   |
| 15   | Sergei Sirotkin   | Williams-Mercedes         | 56     | 2      | + 1 Runde   | 18    | 1:34,563 (42.)   |
| 16   | Sergio Pérez      | Force India-Mercedes      | 56     | 2      | + 1 Runde   | 12    | 1:35,075 (35.)   |
| 17   | Brendon Hartley   | Scuderia Toro Rosso-Honda | 56     | 2      | + 1 Runde   | 11    | 1:34,689 (44.)   |
| –    | Kimi Räikkönen    | Ferrari                   | 35     | 1      | DNF         | 02    | 1:34,337 (22.)   |
| –    | Max Verstappen    | Red Bull Racing-TAG Heuer | 3      | 1      | DNF         | 15    | –                |
| –    | Daniel Ricciardo  | Red Bull Racing-TAG Heuer | 1      | 0      | DNF         | 04    | –                |

Anmerkungen
1. ↑  Pérez erhielt nachträglich eine Durchfahrtsstrafe, die in eine 30-Sekunden-Zeitstrafe umgewandelt wurde, da er in der Einführungsrunde Hartley überholt hatte und ihn nicht wieder passieren ließ.
2. ↑  Hartley erhielt nachträglich eine Durchfahrtsstrafe, die in eine 30-Sekunden-Zeitstrafe umgewandelt wurde, da er in der Einführungsrunde von Pérez überholt wurde, seine Position nicht wieder einnahm und auch nicht wie vorgeschrieben in die Boxengasse fuhr.

## WM-Stände nach dem Rennen
Die ersten zehn des Rennens bekamen 25, 18, 15, 12, 10, 8, 6, 4, 2 bzw. 1 Punkt(e).

### Fahrerwertung
| Pos. | Fahrer           | Konstrukteur              | Punkte |
| ---- | ---------------- | ------------------------- | ------ |
| 01   | Sebastian Vettel | Ferrari                   | 50     |
| 02   | Lewis Hamilton   | Mercedes                  | 33     |
| 03   | Valtteri Bottas  | Mercedes                  | 22     |
| 04   | Fernando Alonso  | McLaren-Renault           | 16     |
| 05   | Kimi Räikkönen   | Ferrari                   | 15     |
| 06   | Nico Hülkenberg  | Renault                   | 14     |
| 07   | Pierre Gasly     | Scuderia Toro Rosso-Honda | 12     |
| 07   | Daniel Ricciardo | Red Bull Racing-TAG Heuer | 12     |
| 09   | Kevin Magnussen  | Haas-Ferrari              | 10     |
| 10   | Max Verstappen   | Red Bull Racing-TAG Heuer | 8      |

| Pos. | Fahrer            | Konstrukteur              | Punkte |
| ---- | ----------------- | ------------------------- | ------ |
| 11   | Stoffel Vandoorne | McLaren-Renault           | 6      |
| 12   | Marcus Ericsson   | Sauber-Ferrari            | 2      |
| 13   | Carlos Sainz jr.  | Renault                   | 1      |
| 14   | Esteban Ocon      | Force India-Mercedes      | 1      |
| 15   | Sergio Pérez      | Force India-Mercedes      | 0      |
| 16   | Charles Leclerc   | Sauber-Ferrari            | 0      |
| 17   | Romain Grosjean   | Haas-Ferrari              | 0      |
| 18   | Lance Stroll      | Williams-Mercedes         | 0      |
| 19   | Brendon Hartley   | Scuderia Toro Rosso-Honda | 0      |
| 20   | Sergei Sirotkin   | Williams-Mercedes         | 0      |

### Konstrukteurswertung
| Pos. | Konstrukteur              | Punkte |
| ---- | ------------------------- | ------ |
| 1    | Ferrari                   | 65     |
| 2    | Mercedes                  | 55     |
| 3    | McLaren-Renault           | 22     |
| 4    | Red Bull Racing-TAG Heuer | 20     |
| 5    | Renault                   | 15     |

| Pos. | Konstrukteur              | Punkte |
| ---- | ------------------------- | ------ |
| 06   | Scuderia Toro Rosso-Honda | 12     |
| 07   | Haas-Ferrari              | 10     |
| 08   | Sauber-Ferrari            | 2      |
| 09   | Force India-Mercedes      | 1      |
| 10   | Williams-Mercedes         | 0      |